# Субота

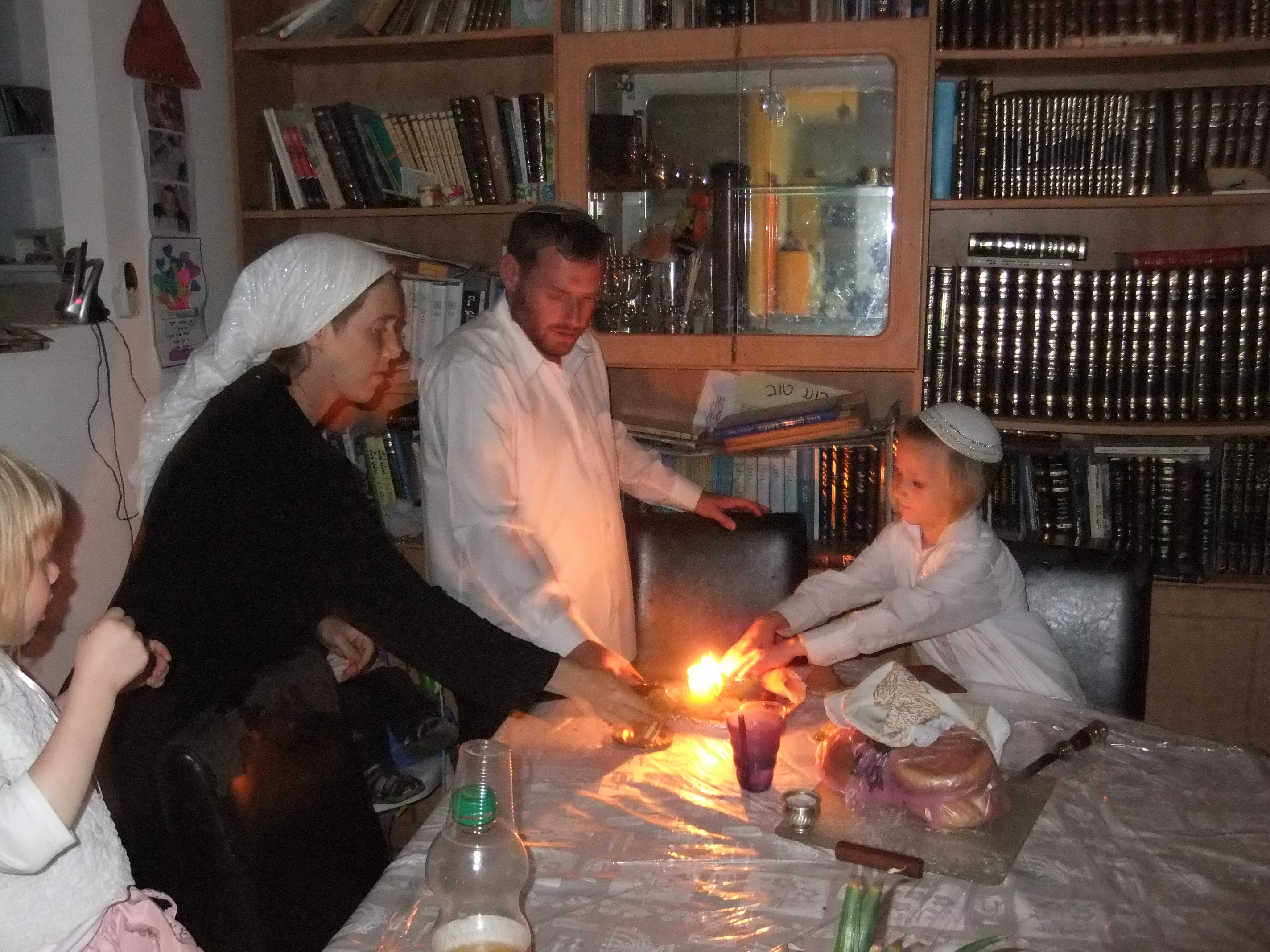
Єврейська родина зустрічає шабат

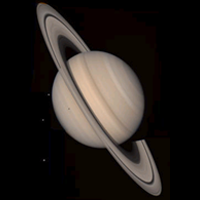
Планета Сатурн

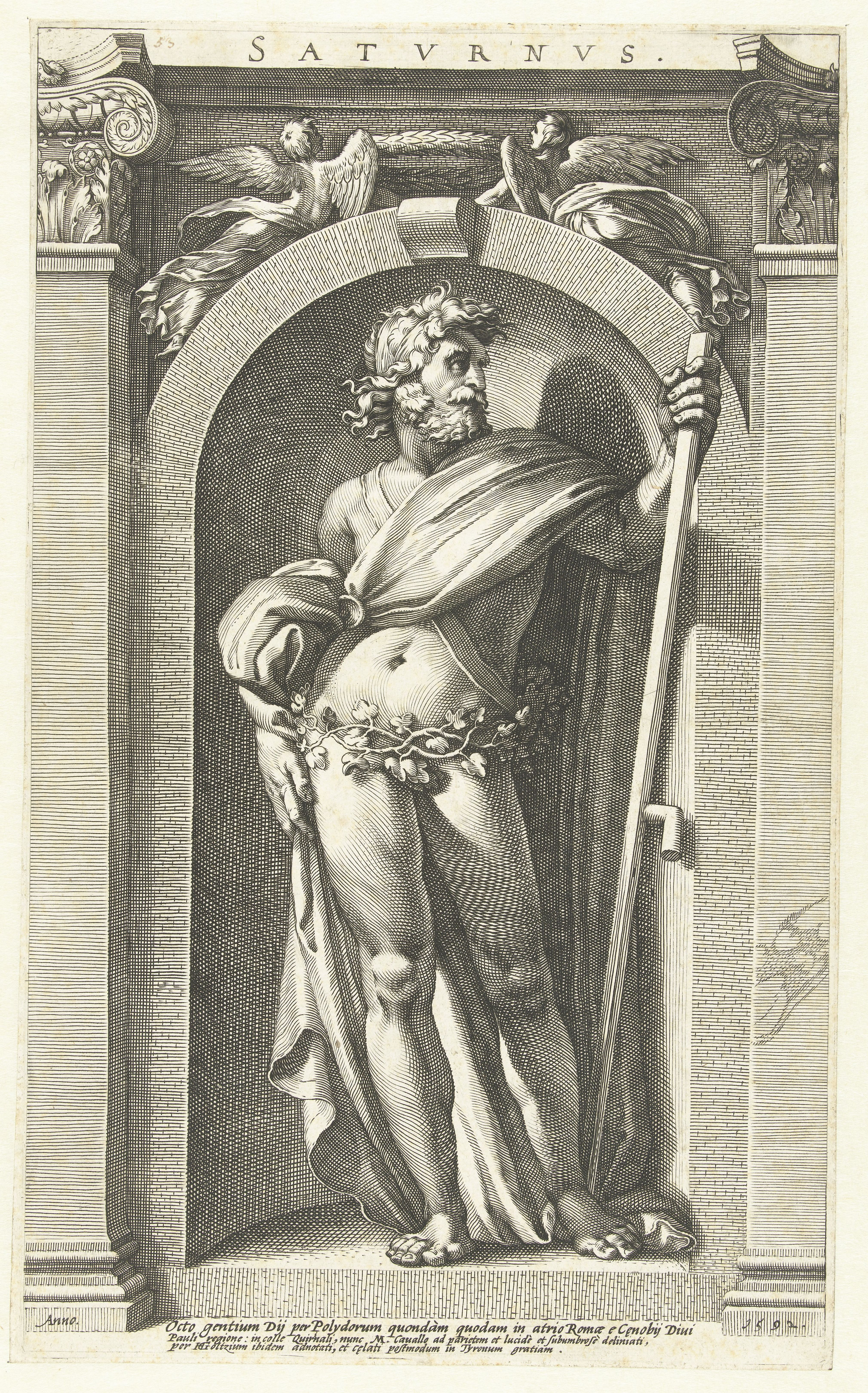
Статуя Сатурна — 16 століття

Субо́та — день тижня між п'ятницею та неділею.

## Історичні аспекти
У давніх римлян була присвячена Сатурну. Українська назва походить від єврейського «шабат» (відпочинок), яке поширилось разом з вавилонським календарем та християнством по всій Європі.
За традицією, що пішла від стародавнього юдаїзму, субота — останній день тижня, хоча зараз у більшості країн останнім днем тижня вважається неділя.
Субота є традиційним вихідним днем в Ізраїлі. У тих країнах, де традиційний вихідний припадає на неділю, субота зазвичай також оголошується вихідним днем для тих, хто має п'ятиденний робочий тиждень; це характерно і для України.
Працювати в суботу вважається гріхом в юдаїзмі, а також у деяких християнських конфесіях (наприклад, адвентисти).

## Походження назви в мовах світу
- У японській мові «субота» звучить, як «день землі» (土曜日).
- На санскриті Шанівар (день Шані).
- В англійській мові субота називається Saturday, тобто «день Сатурна».
- У німецькій мові у німців Північної і Східної Німеччини поширена назва суботи Sonnabend, дослівно «сонячний вечір». Ця назва іде з часів раннього Середньовіччя, коли за старонімецьким звичаєм день починався з вечора. У часи НДР назва Sonnabend була офіційною. На півдні ФРН, напр. у Баварії, а також в Швейцарії та Австрії така назва суботи є практично невідомою.
- Назви грузинською შაბათი (шабаті) та таджицькою шанбе, як і українська назва, походять від єврейського «шабат».

## Субота в Біблії
Вперше Біблія про особливий статус «дня сьомого» згадує у другому розділі книги Буття, коли Бог благословив день сьомий і освятив його. Надалі «сьомий день» був включений в число Десяти заповідей як регулярний дня відпочинку, присвяченого поклонінню Богу, інші шість днів були зайняті роботою.
(Бут. 2: 2–3) І скінчив Бог дня сьомого працю Свою, які Він робив, і спочив (шабат) в день сьомий від усіх справ Своїх, які робив. І благословив Бог сьомий день, і освятив його, бо в нім відпочив Він від усієї праці Своєї, які Бог був створив.
(Вих. 31: 13–16) Скажи синам Ізраїля: Тільки суботи Мої святкуйте, бо це — знак поміж Мною та поміж вами для ваших поколінь, щоб ви знали, що Я Господь, що освячує вас! …. І нехай бережуть сини Ізраїлеві суботу, святкуючи суботу із роду в рід, як заповіт вічний.

## Субота у Вавілоні
Розкопки дали можливість встановити наступні факти: 1) ассиро-вавилоняни також мали день суботній; 2) цей день вважався у них днем «примирення з богами»; Цей день називався у них «день бога» (у Старому Завіті, виразом в устах Єгови є слова: «моя субота»). У знайденому вавилонському календарі, що містить вказівки щодо жертвоприношень та свят, 7, 14, 21 та 28 дні кожного місяця позначені, як дні, в які «пастух великих народів» не повинен їсти смаженого м'яса, міняти одяг, приносити жертву, не повинен сідати в колісницю, провадити суд, волхви не повинні пророкувати і навіть лікар не повинен торкатися хворого.Тобто, це були дні, несприятливі для будь-яких починань.

## Походження і значення назви
Слово Шабат походить від єврейського дієслова шават (іврит: שָׁבַת). Хоча часто воно перекладається як «відпочинок» (іменник або дієслово), ймовірніше, більш точним перекладом було б — «припинення [роботи]». Інші споріднені слова: шевет (שֶּׁבֶת), що означає сидіти або залишатися, і шева (שֶׁבַע), що означає сім, оскільки Шабат є сьомим днем тижня (інші дні тижня не мають назв на івриті, а називаються за порядковими номерами).

## Субота в українській культурі
Субота була звичайним робочим днем. Проте саме цього дня не варто було починати ніякої роботи, хіба зажинки або закладини хати. Усяка справа, розпочата в суботу, тягтиметься довго, та й невідомо, чи закінчиться успішно. Та, коли вже щось важливе було розпочате на тижні, в суботу його слід було завершити. Щосуботи після праці милися, одягали чисті сорочки, чоловіки голилися, а дівчата розчісували волосся.
Поминальні дні, коли вшановували предків, також випадали на суботи: Хомину, перед Трійцею, Переддмитрову, Передкузьмину, Передмихайлову. Тому в суботу забороняли золити полотно, готувати відвар із дубової кори — щоб вичиняти шкіри, мазати чи білити в хаті. Усе це шкодило небіжчикам. У суботу напередодні Дмитра на Вінниччині до церкви несли калачі й роздавали жебракам, щоб ті помолилися за померлих родичів. Подекуди влаштовували обіди, на які запрошували сусідів, бідних, літніх людей.

## «Суботники»
У Росії наприкінці XVIII століття зародився релігійний рух «суботників», відмітним характером якого було дотримання суботи як заповіді. Суботники відкидали православне вчення і культ, в основі їх віровчення був Старий Заповіт, в якому їх залучали заборону довічного рабства, мотиви викриття панівних класів, а також ідея єдинобожжя (на противагу Трійці) і заперечення «кумирів» (ікон).